# Джон Дрейпер

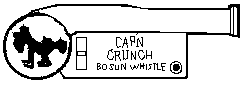

Джон Дрейпер (англ. John Draper; нар. 1943) — один з найперших хакерів в історії комп'ютерного світу, також відомий як Cap'n Crunch.
Історія Дрейпера почалася досить незвично: одного разу він дізнався від свого друга про те, що іграшковий свисток з коробки кукурудзяних пластівців видає звук, схожий на електричний сигнал доступу в телефонну мережу дальнього зв'язку. Після проведення додаткових випробувань ця теорія підтвердилася, — частота звучання іграшки і сигналу телефонної мережі збігалися.
Незабаром Дрейпером був придуманий ефективний спосіб здійснення безкоштовних дзвінків. Він дзвонив на міжміський номер і, поки йшов набір, свистів у свисток. Сигнал свистка збігався з сигналом телефонної мережі і повідомляв про те, що Дрейпер поклав слухавку. Таким чином, лінія вважалася вільною, і всі подальші дії телефонною системою не фіксувалися.
Після кількох дослідів Джон разом зі своїми друзями — Стівом Возняком і Стівом Джобсом створили пристрій, названий «Blue Box», який дозволяв імітувати звуки телефонної мережі і здійснювати безкоштовні дзвінки.
Крім закладення основ у справі телефонних фрикерів, Джон відомий як автор програми, яка була першим у світі текстовим редактором для IBM PC.
В цей час він очолює власну компанію, що спеціалізується на розробці систем захисту від спаму, відображення хакерських атак і забезпеченні безпеки персональних комп'ютерів.
Дрейпер входить до групи провідних дослідників у галузі інформаційної безпеки. Він є розробником програмного комплексу «Crunchbox», що забезпечує комплексний захист від мережевих атак.